# خديجة الجهمي
خديجة محمد عبد الله الجهمي أو «بنت الوطن» (مواليد بنغازي 15 مارس 1921 - 11 أغسطس 1996) أديبة وإذاعية ليبية، ومن أوائل المدافعات عن حقوق المرأة في ليبيا، حصلت على عدد من الأوسمة بينها جائزة الفاتح التقديرية للفنون والآداب العام 1995، ووسام الفاتح.
تعتبر خديجة الجهمي احدي رائدات المطالبة بحقوق المرأة مند فترة الاستعمار الإيطالي، تولت الاشراف على إصدار مجلة المرأة (مجلة البيت لاحقا) في 5 يناير 1964 وتولت رئاسة تحريرها العام 1965، كما أسست أول مجلة للأطفال وهي مجلة الأمل ورأست تحريرها في 1 أكتوبر 1974، وساهمت في تأسيس الاتحاد النسائي الليبي، وتولت رئاسته عام 1972.

## السيرة الذاتية
ولدت خديجة محمد عبد الله الجهمي، في مدينة بنغازى في 15 مارس 1921، والدها هو الشاعر محمد عبد الله الجهمي وكان يعمل في مطبعة تطبع الجريدة التي كانت الإدارة الإيطالية آنذاك تصدرها وهي جريدة بريد برقة وكان يتحدث ويكتب العربية والإيطالية.
في صغرها كتبت رسالة بالإيطالية وأرسلتها إلي زعيم إيطاليا الفاشي بينيتو موسيليني ذكرت فيها: «..أنا معجبة بك كونك تريد أن توحد بلادك، لكن احتلالك لبلادي غير صحيح، ولابد أن تفكر كثيرا كي تترك ليبيا لأهلها وتخرج منها، وإلا سيأتي يوم سيكون جحيما على إيطاليا..» وعلى اثر هذه الرسالة تم استجواب والدها من قبل قوات الاحتلال الإيطالية، حول كيفية كتابة طفلة رسالة كهذه.
التحقت بالمدرسة في سن السابعة في العام 1928 باصرار من والدها، وكانت الدراسة بالمدرسة إيطالية الإدارة والمنهج مع حصتان أسبوعيا للغة العربية وقواعد النحو والقرآن الكريم، لتتوقف عن الدراسة لمدة عامين بداعي العمل ولتعاود الدراسة حتى نالت الشهادة الابتدائية، كما عملت كممرضة متطوعة أثناء سنوات الحرب العالمية الثانية وقصف مدينة بنغازي، تنقلت الأسرة بين القوارشة في ضواحي بنغازي وقمينس. ثم التحقت بمدرسة الأميرة ببنغازى في أكتوبر 1947، ودرست حتى أغسطس 1952م، غادرت إلى مصر لتدرس الإعدادية والثانوية بمدرسة عابدين بالقاهرة حيث انضمت لاحقا لنادي ليبي في مصر هو نادي الشباب الطرابلسي (لاحقا عرف باسم نادي الشباب الليبي)، وكان يضم الطلبة والطالبات الليبيين الذين يدرسون في ليبيا، لتتخرج العام 1956.

## العمل الإذاعي
بعد تخرجها عادت إلى بنغازي في أكتوبر 1956 لتلتحق بالعمل كمذيعة في إذاعة بنغازي، وذلك بمبادرة من حميدة العنيزي، لتصبح ثاني مذيعة ليبية بعد حميدة أبو عامر وأول مذيعة تقرأ نشرات الأخبار، ولتنتقل منها لاحقا إلى طرابلس كما استمرت في عملها الصحفي، كما أوفدت إلى تونس لتلقي دورة تدريبية لمدة 100 يوم حيث التقت بالرئيس التونسي الحبيب بورقيبة.
قدمت العديد من التمثيليات الإذاعية وذلك عبر برنامج «المسرح المسموع»، كما قامت باعداد وتقديم عشرات البرامج في الإذاعة منها: صور من الماضي «يتحدث عن سيرة المجاهدين»، سل طبيبك، اسهر معانا، ركن الأطفال وأضواء على المجتمع (استمر 18 عاما)، ندوة الإذاعة، ربع ساعة، صباح الخير، يا فتاح يا عليم، جولة الميكرفون، فكر معى، ركن المرأة، من حياة الناس، لقاءات مع الفنانين العرب.
قامت خديجة الجهمي بتأليف العديد من المؤلفات والقصائد في القصة والزجل الشعبي. كما تغنى من كلماتها عديد المغنين والمغنيات الليبيين.
توفيت خديجة الجهمي في 11 أغسطس 1996 ودفنت في مسقط رأسها ببنغازي. تم إطلاق اسمها على عدة مؤسسات ليبية من مدارس ومكتبات بينها مكتبة النساء في طرابلس.

## كتب صدرت عنها
- بنت الوطن (اعداد عزيزة الشيباني)
- خديجة الجهمي نصف قرن من الابداع (اعداد حميدة بن عامر)
- أنا خديجة الجهمي (اعداد أسماء الأسطى)